# Curtis (50-Cent-Album)
Curtis ist das dritte Studioalbum des US-amerikanischen Rappers 50 Cent, das er nach seinem Vornamen benannte. Es wurde am 11. September 2007 über die Labels Shady Records und Aftermath Entertainment veröffentlicht.

## Produktion und Samples
Das Album wurde von vielen verschiedenen Produzenten produziert. So steuerte Dr. Dre die Beats zu Come & Go und Fire bei, während Peep Show von Eminem produziert wurde. Den Beat zu I’ll Still Kill schuf DJ Khalil und die Lieder Fully Loaded Clip, sowie Curtis 187 wurden von Havoc produziert. Jake One produzierte die Tracks Movin’ on Up und All of Me, während Apex für die musikalische Untermalung von I Get Money verantwortlich ist. Die Duos Adam Deitch und Eric Krasno bzw. Detroit Red und Don Cannon produzierten die Songs My Gun Go Off bzw. Man Down und Timbaland produzierte in Zusammenarbeit mit Danja den Song Ayo Technology. Ty Fyffe arbeitete mit Dr. Dre am Beat zu Straight to the Bank und Tha Bizness produzierte Follow My Lead. Außerdem wurde Amusement Park von Dangerous LLC produziert und K-Lassik Beats ist für die Produktion von Touch the Sky verantwortlich.
Im Intro wird ein Dialog aus dem Film Shooters von 2002 verwendet. Des Weiteren enthalten vier Stücke des Albums Samples von Songs anderer Künstler. So enthält Man Down Elemente aus Scooby Doo Theme und I Get Money sampelt das Lied Top Billin’ von Audio Two. Come & Go enthält ein Sample des Tracks Just Be Good to Me, während Movin’ on Up den Titel Give Me Just Another Day sampelt.

## Covergestaltung
Das Albumcover zeigt ein schwarz-weiß Foto von 50 Cent, der die Hände über dem Kopf zusammenschlägt und den Betrachter ansieht. Der Titel curtis steht mittig am unteren Bildrand.

## Gastbeiträge
Auf sieben Liedern des Albums sind auch andere Künstler vertreten. So ist der Rapper und Sänger Akon bei I’ll Still Kill zu hören und der R&B-Sänger Robin Thicke tritt bei Follow My Lead in Erscheinung. Auf Ayo Technology wird 50 Cent von Justin Timberlake und Timbaland unterstützt, während G-Unit-Mitglied Tony Yayo bei Touch the Sky einen Vers rappt. Der Song Peep Show ist eine Kollaboration mit 50 Cents Entdecker und Labelchef Eminem und auf All of Me ist die R&B-Sängerin Mary J. Blige vertreten. Außerdem sind bei Fire der Ex-G-Unit-Rapper Young Buck und die Sängerin Nicole Scherzinger zu hören.

## Titelliste
| #  | Titel                | Gastbeiträge                      | Produzent(en)               | Dauer |
| -- | -------------------- | --------------------------------- | --------------------------- | ----- |
| 1  | Intro                |                                   |                             | 0:50  |
| 2  | My Gun Go Off        |                                   | Adam Deitch und Eric Krasno | 3:12  |
| 3  | Man Down             |                                   | Detroit Red und Don Cannon  | 2:49  |
| 4  | I’ll Still Kill      | Akon                              | DJ Khalil                   | 3:43  |
| 5  | I Get Money          |                                   | Apex                        | 3:43  |
| 6  | Come & Go            |                                   | Dr. Dre                     | 3:28  |
| 7  | Ayo Technology       | Justin Timberlake und Timbaland   | Timbaland und Danja         | 4:07  |
| 8  | Follow My Lead       | Robin Thicke                      | Tha Bizness                 | 3:17  |
| 9  | Movin’ on Up         |                                   | Jake One                    | 3:24  |
| 10 | Straight to the Bank |                                   | Ty Fyffe und Dr. Dre        | 3:10  |
| 11 | Amusement Park       |                                   | Dangerous LLC               | 3:09  |
| 12 | Fully Loaded Clip    |                                   | Havoc                       | 3:13  |
| 13 | Peep Show            | Eminem                            | Eminem                      | 3:52  |
| 14 | Fire                 | Young Buck und Nicole Scherzinger | Dr. Dre                     | 2:49  |
| 15 | All of Me            | Mary J. Blige                     | Jake One                    | 3:51  |
| 16 | Curtis 187           |                                   | Havoc                       | 3:57  |
| 17 | Touch the Sky        | Tony Yayo                         | K-Lassik Beats              | 3:10  |

## Singleauskopplungen
| Jahr | Titel                | Höchstplatzierung, Gesamtwochen, AuszeichnungChartplatzierungen (Jahr, Titel, , Platzierungen, Wochen, Auszeichnungen, Anmerkungen) | Höchstplatzierung, Gesamtwochen, AuszeichnungChartplatzierungen (Jahr, Titel, , Platzierungen, Wochen, Auszeichnungen, Anmerkungen) | Höchstplatzierung, Gesamtwochen, AuszeichnungChartplatzierungen (Jahr, Titel, , Platzierungen, Wochen, Auszeichnungen, Anmerkungen) | Höchstplatzierung, Gesamtwochen, AuszeichnungChartplatzierungen (Jahr, Titel, , Platzierungen, Wochen, Auszeichnungen, Anmerkungen) | Höchstplatzierung, Gesamtwochen, AuszeichnungChartplatzierungen (Jahr, Titel, , Platzierungen, Wochen, Auszeichnungen, Anmerkungen) | Anmerkungen                                                                                      |
| Jahr | Titel                | DE | AT | CH | UK | US | Anmerkungen                                                                                      |
| ---- | -------------------- | --- | --- | --- | --- | --- | ------------------------------------------------------------------------------------------------ |
| 2007 | Straight to the Bank | DE33 (9 Wo.)DE | AT60 (4 Wo.)AT | — | — | US32 (3 Wo.)US | Erstveröffentlichung: 2. Mai 2007 Verkäufe: + 30.000                                             |
| 2007 | I Get Money          | — | — | CH88 (1 Wo.)CH | — | US20 Platin · (14 Wo.)US | Erstveröffentlichung: 30. Juni 2007 Verkäufe: + 1.000.000                                        |
| 2007 | Ayo Technology       | DE3 Gold · (22 Wo.)DE | AT14 (22 Wo.)AT | CH2 (27 Wo.)CH | UK2 Platin · (34 Wo.)UK | US5 ×2Doppelplatin · (20 Wo.)US | Erstveröffentlichung: 31. August 2007 Verkäufe: + 3.095.000; feat. Justin Timberlake & Timbaland |
| 2007 | I’ll Still Kill      | — | — | — | — | US95 (1 Wo.)US | Erstveröffentlichung: 14. Dezember 2007 Verkäufe: + 30.000; feat. Akon                           |

## Kritiken
Curtis wurde von Kritikern überwiegend durchschnittlich bewertet. Die Seite Metacritic errechnete aus 22 Kritiken englischsprachiger Medien einen Schnitt von 58 %.
Alexander Engelen von laut.de bewertete das Album mit zwei von möglichen fünf Punkten. 50 Cent kopiere sich auf Curtis selbst „und vergisst dabei, ein paar Gänge hochzuschalten.“ So erreiche kein Song „die Intensität von Get Rich or Die Tryin’ oder das selbstsichere Hit-Feingefühl von The Massacre.“ Der Rapper habe „nicht nur bei seinem Flow deutlich abgebaut. Wie es scheint, sind ihm schlicht die Ideen ausgegangen. Von seinem patentierten Händchen für eingängige Hooks ist wenig bis gar nichts zu hören.“

## Kommerzieller Erfolg

### Chartplatzierungen
Curtis stieg in der 39. Kalenderwoche des Jahres 2007 auf Platz 2 in die deutschen Charts ein und belegte in den folgenden Wochen die Positionen 11; 11 und 23. Insgesamt hielt sich das Album zehn Wochen in den Top 100. In den USA stieg das Album ebenfalls auf Platz 2 ein und hielt sich 27 Wochen in den Charts.
| ChartsChartplatzierungen       | Höchstplatzierung | Wochen |
| ------------------------------ | ----------------- | ------ |
| Deutschland (GfK)              | 2 (10 Wo.)        | 10     |
| Österreich (Ö3)                | 4 (10 Wo.)        | 10     |
| Schweiz (IFPI)                 | 1 (15 Wo.)        | 15     |
| Vereinigte Staaten (Billboard) | 2 (27 Wo.)        | 27     |
| Vereinigtes Königreich (OCC)   | 2 (12 Wo.)        | 12     |

| ChartsJahrescharts (2007)      | Platzierung |
| ------------------------------ | ----------- |
| Schweiz (IFPI)                 | 40          |
| Vereinigte Staaten (Billboard) | 36          |
| Vereinigtes Königreich (OCC)   | 84          |

### Auszeichnungen für Musikverkäufe
Die weltweiten Verkaufszahlen von Curtis belaufen sich auf mehr als 3,4 Millionen Exemplare, womit das Album nicht ganz an die großen kommerziellen Erfolge der beiden Vorgänger anknüpfen konnte. Für über 100.000 verkaufte Einheiten erhielt Curtis in Deutschland eine Goldene Schallplatte.

| Land/Region                  | Auszeichnungen für Musikverkäufe (Land/Region, Auszeichnung, Verkäufe) | Verkäufe  |
| ---------------------------- | ---------------------------------------------------------------------- | --------- |
| Australien (ARIA)            | Platin                                                                 | 70.000    |
| Belgien (BRMA)               | Gold                                                                   | 15.000    |
| Dänemark (IFPI)              | Platin                                                                 | 20.000    |
| Deutschland (BVMI)           | Gold                                                                   | 100.000   |
| Frankreich (SNEP)            | Gold                                                                   | 75.000    |
| Irland (IRMA)                | Platin                                                                 | 15.000    |
| Neuseeland (RMNZ)            | Platin                                                                 | 15.000    |
| Österreich (IFPI)            | Gold                                                                   | 10.000    |
| Polen (ZPAV)                 | Gold                                                                   | 10.000    |
| Russland (NFPF)              | 3× Platin                                                              | 60.000    |
| Ungarn (MAHASZ)              | Gold                                                                   | 3.000     |
| Vereinigte Staaten (RIAA)    | Gold                                                                   | 1.336.000 |
| Vereinigtes Königreich (BPI) | Platin                                                                 | 300.000   |
| Insgesamt                    | 7× Gold · 8× Platin ·                                                  | 2.029.000 |

Hauptartikel: 50 Cent/Auszeichnungen für Musikverkäufe